# 岡本太右衛門 (6代)
6代 岡本 太右衛門（おかもと たえもん、嘉永3年5月〈1850年〉 - 1907年〈明治40年〉3月11日）は、明治時代に岐阜県岐阜市を拠点に活動した鋳物師・実業家である。諱は定景。
江戸時代から続く鋳物師の家に生まれ家業を継いだ。岡本家の祖とされる岡本重政から数えると12代目にあたる。鋳物業（屋号「鍋屋」）のほか会社経営にも関わり、岐阜電灯（後の岐阜電気）社長や十六銀行取締役などを務めた。1期のみだが岐阜市会議員にも当選している。

## 家系
1935年（昭和10年）にまとめられた岡本家の家伝によると、家祖は河内国（現・大阪府）で平安時代から続く鋳物師であったという。南北朝時代に岡本伊右衛門が美濃国（現・岐阜県）へと移り、美濃国で鋳物業を営むようになる。その岡本伊右衛門家（宗家）からは戦国時代、武士として尾張国の織田氏に仕える分家が出た。「太郎右衛門」を通称とした岡本重政（良勝・宗憲とも）もそうした分家の出とされ、織田信孝や豊臣秀吉に仕え伊勢亀山城主となったが、関ヶ原の戦いで西軍に属し破れて自刃した。
家伝によると岡本重政の嫡男・重義は父の敗死後も生き延び、大坂の陣に参加するも大坂城落城で逃匿。最終的に美濃の岐阜へ逃れた。その子・友次（延宝5年〈1677年〉没）は祖業に帰り岐阜で鋳物業を始め、以後岡本太郎右衛門家も宗家と同じく鋳物業を家業とすることとなった。太郎右衛門家はその後9代貞次が嘉永7年（1854年没）に継嗣なく没したために途絶えた。
太郎右衛門家は9代で途絶えたが、これ以後、分家のうち「太右衛門」を通称とする太右衛門家が本家の扱いで祭祀を継ぐこととなった。従ってこれ以降は「太郎右衛門」に代わり「太右衛門」が岡本家当主の名乗りとなっている。太右衛門家の初代は5代定次の子・貞継（貞次とも、安永5年〈1776年〉没）である。寛延2年（1749年）に朝廷より鋳物師職免状を受けて本家同様に鋳物業を家業とし、2代定継（寛政10年〈1798年〉没）、3代定継（嘉永3年〈1850年〉没）と続く。3代定継は子がなかったため甥を柳津の竹市藤右衛門家から引き取って養子とした。この4代定継（明治3年〈1870年〉没）の代に本家・太郎右衛門家が途絶えたため本家の祭祀を受け継いだ（本家10代目）。

## 経歴
6代岡本太右衛門（定景）は、上記の4代太右衛門（定継）の三男である。嘉永3年5月（1850年）に生まれた。幼名は万作で、のちに万兵衛と名乗る。父が1870年に死去すると、一旦は長兄の定之（幼名：卯吉）が家を継ぎ5代目の岡本太右衛門となったが、この5代太右衛門は15年余りで隠居し、名を岡本正樹と改めた（その後1904年2月没）。そのため定景が三男ながら家を継いで万兵衛改め太右衛門を襲名した。
襲名後は鋳物製造に従事し、鋳物製品を各種博覧会・共進会に出品して多数の賞牌を得た。さらに家業に加え1897年（明治30年）頃より三井物産の代理店業務、1900年（明治33年）より日本生命保険の保険代理店業務を始めた。
会社経営にも関係を持った。その一つ、濃厚銀行（1891年2月設立）の頭取には1891年（明治24年）10月に起きた濃尾地震被害からの立て直しのため就任。整理を済ませたのち1904年（明治37年）に渡辺甚吉率いる十六銀行と合併するまで在職し、同年7月より十六銀行の取締役へと転じた。銀行業では他に1895年（明治28年）2月より渡辺甚吉を頭取として設立された岐阜貯蓄銀行の取締役も兼ねた。また1894年（明治27年）に発足した岐阜県最初の電力会社岐阜電灯（後の岐阜電気）の起業にも参加する。岐阜電灯では後に元岐阜県財務課長梅田信明に代わって第2代社長に就いている。
実業界では1891年5月に発足した岐阜商業会議所（現・岐阜商工会議所）の設立手続きにも発起人として参画。同会議所の第1回会員選挙にて最多得票で会員に当選し、初代副会頭に選ばれた（会頭は渡辺甚吉）。公職では翌1892年7月、岐阜市会議員に当選した（当選1回）。自身で家憲として岐阜市以外の公職就任を禁ずる旨を定めており、県会議員などには就いていない。
1907年（明治40年）3月11日に死去、56歳没。没後は長子の定光（幼名：茂）が家業を引き継ぎ、太右衛門の名も襲名した（7代岡本太右衛門）。